# Acantharctia latifusca
Acantharctia latifusca is een vlinder van de familie van de spinneruilen (Erebidae), van de onderfamilie van de beervlinders (Arctiinae). De wetenschappelijke naam van deze soort is voor het eerst voorgesteld als Aglossosia latifusca door George Francis Hampson in een publicatie uit 1907.
De soort komt voor in Oeganda en Kenia.